# Liste von Burgen, Schlössern und Festungen im Département Somme
Die Liste von Burgen, Schlössern und Festungen im Département Somme listet bestehende und abgegangene Anlagen im Département Somme auf. Das Département zählt zur Region Hauts-de-France in Frankreich.

Wappen des Départements Somme (80)
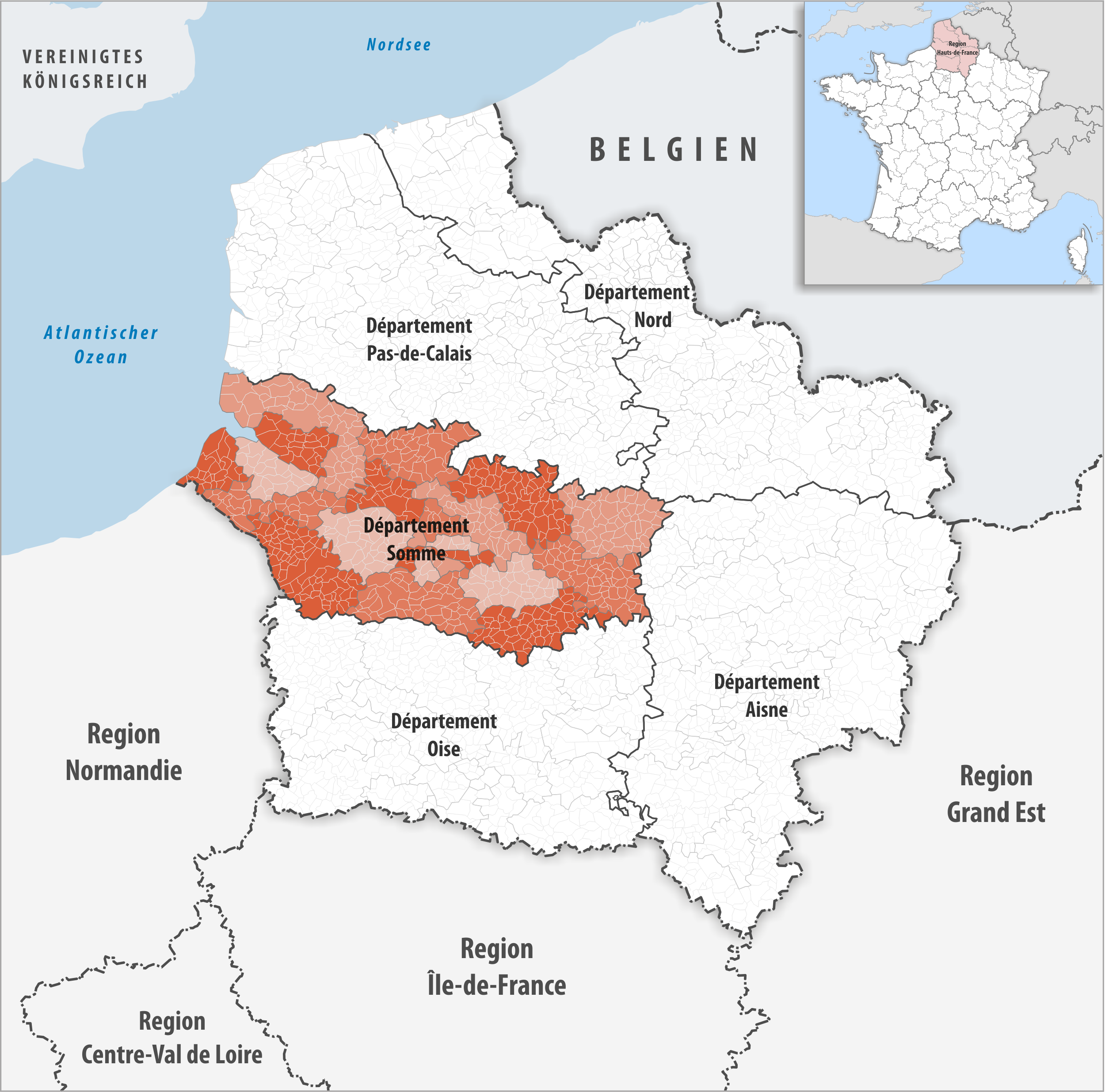
Lage des Départements Somme in der Region Hauts-de-France
Lage der Region Hauts-de-France in Frankreich

## Liste
Bestand am 7. Dezember 2021: 137
| Name deu / fra                                                           | Gemeinde / Lage                        | Typ (Untertyp)       | Bemerkungen                                                                                                   | Bild |
| ------------------------------------------------------------------------ | -------------------------------------- | -------------------- | --- | ---- |
| Schloss Aigneville Château d'Aigneville                                  | Aigneville 50,032529° N, 1,617376° O   | Schloss              | |      |
| Herrenhaus Les Alleux Manoir des Alleux                                  | Béhen                                  | Schloss (Herrenhaus) | |      |
| Schloss Argœuves Château d'Argœuves                                      | Argœuves 49,929807° N, 2,225121° O     | Schloss              | |      |
| Schloss Arrest Château d'Arrest                                          | Arrest 50,122417° N, 1,618161° O       | Schloss              | |      |
| Schloss Arry Château d'Arry                                              | Arry                                   | Schloss              | |      |
| Herrenhaus Aveluy Manoir d'Aveluy                                        | Aveluy                                 | Schloss (Herrenhaus) | |      |
| Schloss Avesne Château d'Avesnes                                         | Avesnes-Chaussoy                       | Schloss              | |      |
| Schloss Bagatelle Château de Bagatelle                                   | Abbeville                              | Schloss              | |      |
| Schloss Baizieux Château de Baizieux                                     | Baizieux                               | Schloss              | |      |
| Schloss Beaucamps-le-Jeune Château de Beaucamps-le-Jeune                 | Beaucamps-le-Jeune                     | Schloss              | Ruine |      |
| Schloss Beaucourt-en-Santerre Château de Beaucourt-en-Santerre           | Beaucourt-en-Santerre                  | Schloss              | |      |
| Schloss Beaufort-en-Santerre Château de Beaufort-en-Santerre             | Beaufort-en-Santerre                   | Schloss              | |      |
| Schloss Béhen Château de Béhen                                           | Béhen                                  | Schloss              | |      |
| Schloss Belloy-Saint-Léonard Château de Belloy-Saint-Léonard             | Belloy-Saint-Léonard                   | Schloss              | |      |
| Schloss Bernâtre Château de Bernâtre                                     | Bernâtre                               | Schloss              | |      |
| Schloss Bertangles Château de Bertangles                                 | Bertangles                             | Schloss              | |      |
| Schloss Blanc Château blanc                                              | Flixecourt                             | Schloss              | |      |
| Schloss Boufflers Château de Boufflers                                   | Remiencourt                            | Schloss              | |      |
| Schloss Bovelles Château de Bovelles                                     | Bovelles                               | Schloss              | |      |
| Schloss Boves Château de Boves                                           | Boves                                  | Schloss              | Ruine |      |
| Schloss Brailly-Cornehotte Château de Brailly-Cornehotte                 | Brailly-Cornehotte                     | Schloss              | |      |
| Schloss Le Broutel Château du Broutel                                    | Rue                                    | Schloss              | |      |
| Schloss Buigny-Saint-Maclou Château de Buigny-Saint-Maclou               | Buigny-Saint-Maclou                    | Schloss              | |      |
| Schloss Buiret Château Buiret                                            | Tully                                  | Schloss              | |      |
| Schloss Busménard Château de Busménard                                   | Le Translay                            | Schloss              | |      |
| Schloss Canaples Château de Canaples                                     | Canaples                               | Schloss              | |      |
| Schloss Cayeux-en-Santerre Château de Cayeux-en-Santerre                 | Cayeux-en-Santerre                     | Schloss              | Ruine |      |
| Schloss Chaulnes Château de Chaulnes                                     | Chaulnes                               | Schloss              | Wirtschaftsgebäude, das an der Stelle des alten Schlosses von Chaulnes wiederaufgebaut wurde                  |      |
| Schloss Chaussoy-Epagny Château de Chaussoy-Epagny                       | Chaussoy-Epagny                        | Schloss              | |      |
| Schloss Contay Château de Contay                                         | Contay                                 | Schloss              | |      |
| Schloss Courcelles-sous-Moyencourt Château de Courcelles-sous-Moyencourt | Courcelles-sous-Moyencourt             | Schloss              | |      |
| Schloss Creuse Château de Creuse                                         | Creuse                                 | Schloss              | |      |
| Herrenhaus Croquoison Manoir de Croquoison                               | Heucourt-Croquoison                    | Schloss (Herrenhaus) | |      |
| Burg Le Crotoy Château du Crotoy                                         | Le Crotoy                              | Burg                 | Gefängnis von Jeanne d’Arc, Ruine                                                                             |      |
| Schloss Davenescourt Château de Davenescourt                             | Davenescourt                           | Schloss              | |      |
| Schloss Digeon Château de Digeon                                         | Morvillers-Saint-Saturnin              | Schloss              | |      |
| Schloss Dompierre-sur-Authie Château de Dompierre-sur-Authie             | Dompierre-sur-Authie                   | Schloss              | |      |
| Zitadelle Doullens Citadelle de Doullens                                 | Doullens                               | Festung              | Teile der Anlage sind zerfallen.                                                                              |      |
| Schloss Dromesnil Château de Dromesnil                                   | Dromesnil                              | Schloss              | |      |
| Burg Drugy Ancien château de Drugy                                       | Saint-Riquier                          | Burg                 | Gefängnis von Jeanne d’Arc, heute landwirtschaftliche Gebäude                                                 |      |
| Burg Eaucourt-sur-Somme Château d'Eaucourt-sur-Somme                     | Eaucourt-sur-Somme                     | Burg                 | Ruine |      |
| Schloss En-Bas Château d'En-Bas                                          | Belloy-sur-Somme                       | Schloss              | |      |
| Schloss En-Haut Château d'En-Haut                                        | Belloy-sur-Somme                       | Schloss              | |      |
| Schloss Esbart Château d'Esbart                                          | Bavelincourt                           | Schloss              | |      |
| Schloss Essertaux Château d'Essertaux                                    | Essertaux                              | Schloss              | |      |
| Schloss Étréjust Château d'Étréjust                                      | Étréjust                               | Schloss              | |      |
| Schloss La Faloise Château de La Faloise                                 | La Faloise                             | Schloss              | |      |
| Schloss Ferrières Château de Ferrières                                   | Ferrières                              | Schloss              | |      |
| Schloss Flesselles Château de Flesselles                                 | Flesselles                             | Schloss              | |      |
| Schloss Folleville Château de Folleville                                 | Folleville                             | Schloss              | Ruine |      |
| Schloss Foucaucourt Château de Foucaucourt                               | Foucaucourt-Hors-Nesle                 | Schloss              | |      |
| Schloss Fransart Château de Fransart                                     | Fransart                               | Schloss              | |      |
| Schloss Fransu Château de Fransu                                         | Fransu                                 | Schloss              | |      |
| Schloss Friville Château de Friville                                     | Friville-Escarbotin                    | Schloss              | |      |
| Schloss Frucourt Château de Frucourt                                     | Frucourt                               | Schloss              | |      |
| Schloss Gaillard Château Gaillard                                        | Forest-Montiers                        | Schloss              | |      |
| Burg Gamaches Ancien château de Gamaches                                 | Gamaches                               | Burg                 | Ruine |      |
| Schloss Gézaincourt Château de Gézaincourt                               | Gézaincourt                            | Schloss              | |      |
| Schloss Goyencourt Château de Goyencourt                                 | Goyencourt                             | Schloss              | |      |
| Schloss Grivesnes Château de Grivesnes                                   | Grivesnes                              | Schloss              | |      |
| Schloss Guyencourt-sur-Noye Château de Guyencourt-sur-Noye               | Guyencourt-sur-Noye                    | Schloss              | |      |
| Festung von Ham Château de Ham                                           | Ham                                    | Festung              | Aus dem Mittelalter, immer wieder erweitert, im 1. Weltkrieg gesprengt, heute nur noch wenige Ruinen erhalten |      |
| Burg Happlaincourt Château d'Happlaincourt                               | Villers-Carbonnel                      | Burg                 | Ruine |      |
| Schloss Havernas Château d'Havernas                                      | Havernas                               | Schloss              | |      |
| Schloss Hédauville Château d'Hédauville                                  | Hédauville                             | Schloss              | |      |
| Schloss Heilly Château d'Heilly                                          | Heilly                                 | Schloss              | |      |
| Schloss Hénencourt Château d'Hénencourt                                  | Hénencourt                             | Schloss              | |      |
| Schloss Hesse Château Hesse                                              | Flixecourt                             | Schloss              | |      |
| Schloss Heucourt Château d'Heucourt                                      | Heucourt-Croquoison                    | Schloss              | |      |
| Schloss Huppy Château d'Huppy                                            | Huppy                                  | Schloss              | |      |
| Herrenhaus L’Heure Manoir de L'Heure                                     | Caours                                 | Schloss (Herrenhaus) | |      |
| Schloss Liancourt-Fosse Château de Liancourt-Fosse                       | Liancourt-Fosse                        | Schloss              | In den beiden Weltkriegen zerstört, Park und Taubenhäuser erhalten, ansonsten Ruinen                          |      |
| Schloss Lœuilly Château de Lœuilly                                       | Lœuilly                                | Schloss              | |      |
| Schloss Long Château de Long                                             | Long                                   | Schloss              | |      |
| Burg Lucheux Château de Lucheux                                          | Lucheux                                | Burg                 | |      |
| Burg Luynes Tours de Luynes (Château des ducs de Luynes)                 | Airaines                               | Burg (Turm)          | Ruine |      |
| Burg Mailly-Raineval Château de Mailly-Raineval                          | Mailly-Raineval                        | Burg                 | Ruine |      |
| Burg Maisnières Motte féodale de Maisnières                              | Maisnières                             | Burg (Motte)         | Abgegangen |      |
| Schloss Maizicourt Château de Maizicourt                                 | Maizicourt                             | Schloss              | |      |
| Schloss Marieux Château de Marieux                                       | Marieux                                | Schloss              | |      |
| Schloss Mérélessart Château de Mérélessart                               | Mérélessart                            | Schloss              | |      |
| Schloss Méricourt-sur-Somme Château de Méricourt-sur-Somme               | Étinehem-Méricourt                     | Schloss              | |      |
| Herrenhaus Miannay Manoir de Miannay                                     | Miannay                                | Schloss (Herrenhaus) | |      |
| Burg Monsures Château de Monsures                                        | Monsures                               | Burg                 | Nur das Haupttor der alten Burg erhalten                                                                      |      |
| Schloss Montières Château de Montières                                   | Amiens                                 | Schloss              | |      |
| Schloss Montigny-sur-l’Hallue Château de Montigny-sur-l'Hallue           | Montigny-sur-l’Hallue                  | Schloss              | |      |
| Schloss Moreuil Château de Moreuil                                       | Moreuil                                | Schloss              | In den Weltkriegen zerstört, geringe Reste vorhanden                                                          |      |
| Schloss La Motte Château de La Motte                                     | Saint-Quentin-la-Motte-Croix-au-Bailly | Schloss              | |      |
| Schloss Moyencourt-lès-Poix Château de Moyencourt-lès-Poix               | Moyencourt-lès-Poix                    | Schloss              | |      |
| Burg Nampont Château de Nampont                                          | Nampont                                | Burg (Festes Haus)   | |      |
| Schloss Namps-au-Mont Château de Namps-au-Mont                           | Namps-Maisnil                          | Schloss              | |      |
| Schloss Naours Château de Naours                                         | Naours                                 | Schloss              | |      |
| Schloss La Navette Château de la Navette                                 | Flixecourt                             | Schloss              | |      |
| Schloss Neuville-Coppegueule Château de Neuville-Coppegueule             | Neuville-Coppegueule                   | Schloss              | |      |
| Schloss Oissy Château d'Oissy                                            | Oissy                                  | Schloss              | |      |
| Burg Péronne Château fort de Péronne                                     | Péronne                                | Burg                 | |      |
| Burg Picquigny Château de Picquigny                                      | Picquigny                              | Burg                 | Ruine |      |
| Schloss Pissy Château de Pissy                                           | Pissy                                  | Schloss              | |      |
| Schloss Le Plouy Château du Plouy                                        | Vismes                                 | Schloss              | 1711 erbaut, heute in schlechtem Zustand                                                                      |      |
| Schloss Poireauville Château de Poireauville                             | Vaudricourt                            | Schloss              | |      |
| Schloss Pont-Remy Château de Pont-Remy                                   | Pont-Remy                              | Schloss              | Ruine |      |
| Schloss Poutrincourt Château de Poutrincourt                             | Lanchères                              | Schloss              | Ruine |      |
| Schloss Prouzel Château de Prouzel                                       | Prouzel                                | Schloss              | |      |
| Schloss Querrieu Château de Querrieu                                     | Querrieu                               | Schloss              | |      |
| Schloss Le Quesnel Château du Quesnel                                    | Le Quesnel                             | Schloss              | Bei einem Brand zerstört                                                                                      |      |
| Schloss Quesnoy-sur-Airaines Château de Quesnoy-sur-Airaines             | Quesnoy-sur-Airaines                   | Schloss              | |      |
| Schloss Quevauvillers Château de Quevauvillers                           | Quevauvillers                          | Schloss              | |      |
| Schloss Raincheval Château de Raincheval                                 | Raincheval                             | Schloss              | |      |
| Burg Rambures Château de Rambures                                        | Rambures                               | Burg                 | |      |
| Schloss Regnière-Écluse Château de Regnière-Écluse                       | Regnière-Écluse                        | Schloss              | |      |
| Schloss Remaisnil Château de Remaisnil                                   | Remaisnil                              | Schloss              | |      |
| Schloss Ribeaucourt Château de Ribeaucourt                               | Ribeaucourt                            | Schloss              | |      |
| Schloss La Roseraie La Roseraie                                          | Sains-en-Amiénois                      | Schloss              | |      |
| Schloss Rouge Château Rouge                                              | Flixecourt                             | Schloss              | |      |
| Herrenhaus Rumigny Manoir de Rumigny                                     | Rumigny                                | Schloss (Herrenhaus) | |      |
| Schloss Saint-Fuscien Château de Saint-Fuscien                           | Saint-Fuscien                          | Schloss              | Wohngebäude des ehemaligen Klosters                                                                           |      |
| Schloss Saint-Gratien Château de Saint-Gratien                           | Saint-Gratien                          | Schloss              | |      |
| Schloss Saulchoix Château de Saulchoix                                   | Clairy-Saulchoix                       | Schloss              | |      |
| Schloss Selincourt Château de Selincourt                                 | Hornoy-le-Bourg                        | Schloss              | |      |
| Schloss Senarpont Château de Senarpont                                   | Senarpont                              | Schloss              | |      |
| Schloss Suzanne Château de Suzanne                                       | Suzanne                                | Schloss              | |      |
| Schloss Tailly-l’Arbre-à-Mouches Château de Tailly-l'Arbre-à-Mouches     | Tailly-l’Arbre-à-Mouches               | Schloss              | |      |
| Schloss Thoix Château de Thoix                                           | Thoix                                  | Schloss              | |      |
| Schloss Tilloloy Château de Tilloloy                                     | Tilloloy                               | Schloss              | |      |
| Schloss Tilloy-lès-Conty Château de Tilloy-lès-Conty                     | Tilloy-lès-Conty                       | Schloss              | |      |
| Schloss Le Titre Château du Titre                                        | Le Titre                               | Schloss              | |      |
| Schloss La Tour Château de la Tour                                       | Dompierre-sur-Authie                   | Schloss              | |      |
| Burg Toutencourt Motte féodale de Toutencourt                            | Toutencourt                            | Burg (Motte)         | Abgegangen |      |
| Schloss Vadencourt Château de Vadencourt                                 | Vadencourt                             | Schloss              | |      |
| Schloss Vaire-sous-Corbie Château de Vaire-sous-Corbie                   | Vaire-sous-Corbie                      | Schloss              | |      |
| Schloss Vauchelles-lès-Domart Château de Vauchelles-lès-Domart           | Vauchelles-lès-Domart                  | Schloss              | |      |
| Schloss Vercourt Château de Vercourt                                     | Vercourt                               | Schloss              | |      |
| Schloss Vieulaines Château de Vieulaines                                 | Fontaine-sur-Somme                     | Schloss              | |      |
| Burg Vismes Château de Vismes                                            | Vismes                                 | Burg (Motte)         | Abgegangen |      |
| Schloss Wailly Château de Wailly                                         | Conty                                  | Schloss              | |      |
| Schloss Warvillers Château de Warvillers                                 | Warvillers                             | Schloss              | |      |
| Schloss Yzengremer Château d'Yzengremer                                  | Yzengremer                             | Schloss              | |      |